# Ichneumon pedalis
Ichneumon pedalis är en stekelart som beskrevs av Cresson 1864. Ichneumon pedalis ingår i släktet Ichneumon och familjen brokparasitsteklar. Inga underarter finns listade i Catalogue of Life.